# Hiv i Sverige

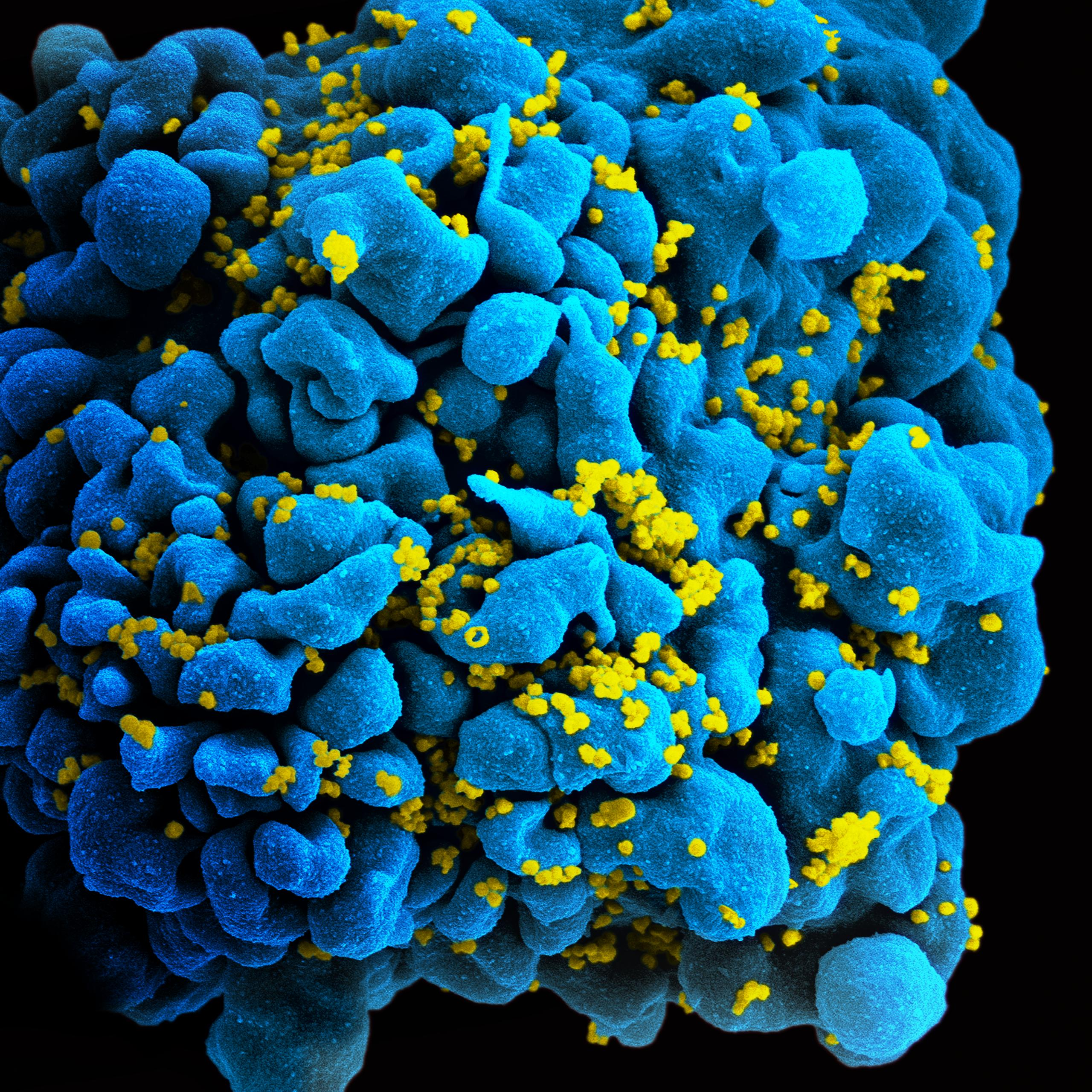
Hivinfekterad T-hjälparcell

Spridningen av hiv i Sverige började liksom i stora delar av världen under 1980-talet. Hiv/aids är en anmälningspliktig sjukdom där rapportering och statistik över nya fall förts centralt sedan 1983. Sjukdomen drabbade först och främst homosexuella män, under en period när inställningen till homosexuella i Sverige blivit mer positiv, och innebar därför ett bakslag för HBTQ-rörelsen. I takt med att antiretrovirala läkemedel togs fram under 1990-talet övergick hiv-infektion från att vara en dödsdom till att bli en kronisk sjukdom.
År 2021 hade 13 000 fall av hiv-smitta  konstaterats i Sverige. Omkring 9 000 personer i Sverige levde med konstaterad smitta och det beräknades att ytterligare 900 levde med smitta utan att veta om det. Totalt hade 2 500 personer avlidit av sjukdomen.

## Historik

### De första hiv-fallen
I början av 1980-talet upptäcktes sjukdomen som fick namnet aids, efter att man noterat att homosexuella män insjuknat i en sjukdom som med ibland ovanliga symtom. I Sverige var det Roar Brynjulfsson Klingenberg som 1982 blev den första att diagnosticeras med aids. Han hade arbetat på Cafe Opera samtidigt som han hade ett förhållande med modedesignern Sighsten Herrgård under 1970-talet. Vid de första symptomen antog Brynjulfsson att han hade gulsot, men läkare som hade läst om de första aids-fallen i amerikanska tidskrifter insåg vad symptomen orsakades av. Därefter kom flera unga män till sjukhuset med liknande symptom. År 1983 lyckades forskare isolera hiv-viruset som var orsaken till aids. Synen på homosexualitet var negativ, men hade börjat liberaliseras genom bland annat homosexutredningen, men sjukdomen blev ett bakslag och hiv fick öknamnet "bögpesten".

### 1980- och 90-talens hivepidemi
I början av epidemin ansågs den inte kunna påverka allmänheten, eftersom de flesta som fick viruset tillhörde minoriteter som homo- och bisexuella eller sprutnarkomaner. Därför uppmärksammades epidemin inte initialt i massmedia bortsett från mindre notiser. När smittan sedan uppmärksammades spreds paniken. Under 1980- och 90-talen försämrades därför läget för homosexuella och i debatten diskuterade läkare och debattörer om man skulle sätta homosexuella i karantän eller till och med tatuera dem med information om att de var smittade.
År 1984 blev det allmänt känt att det var viruset hiv som orsakade aids. Forskare insåg också att den vanligaste smittvägen för hiv var blod och sperma, vilket gjorde att samlag mellan män innebar större risk för spridning av hiv. Året efter att hiv upptäcktes tog Sveriges regering beslutet om att personer med hiv nu skulle omfattas av smittskyddslagen. Hiv-smittade personer skulle också informera all vårdpersonal de hade kontakt med och gå på regelbundna kontroller till läkare. De som inte följde reglerna riskerade fängelse eller tvångsisolering utan rättegång. Lagarna gjorde att benägenheten att genomföra tester i riskgrupperna omedelbart minskade. År 1987 infördes en ny lag för att försöka stoppa spridningen av hiv, bastuklubbslagen. Det var ett försök av politikerna att stoppa spridningen genom att försvåra för samlag på allmänna platser där främst sex mellan män kunde förekomma. Riksförbundet för sexuellt likaberättigande (RFSL) valde istället en annan strategi och där de informerade och uppmuntrade till säkert sex med kondom och regelbundna läkarkontroller. Under denna tid visade statistik från Folkhälsomyndigheten att mer än en tredjedel av allmänheten i Sverige trodde att tårar från hiv-positiva var smittsamma, och ungefär lika många trodde att offentliga toaletter var en möjlig smittväg.
År 1996 kom den första bromsmedicinen och dessa har sedan förbättrats och förändrat prognosen för hiv-smittade. Detta innebar att hiv-smitta gick från att vara en dödsdom till att bli en kronisk sjukdom.

### 2010 och 2020-talet
Mellan åren 1981 och 2012 hade totalt 10 000 fall av hivinfektion anmälts i Sverige. Av dessa hade 2 400 fått diagnosen aids och 2 100 hade rapporterats avlidna. Det fanns 6 100 personer som levde med en känd hivdiagnos och årligen rapporterades det om 450 nya hade fall. Till och med 2017 hade totalt ungefär 12 000 fall av hiv-infektion i Sverige rapporterats och år 2019 beräknades omkring 8 000 svenskar leva med infektionen.
Under 2020 rapporterades 364 nya fall av hiv-smitta i Sverige, vilket motsvarar att 3,5 personer per 100 000 invånare får hiv varje år. Det är en minskning med 18 procent från 2019 som var året med lägsta antalet smittfall under 2010-talet. En stor anledning till denna minskning är restriktionerna kring Covid-19-pandemin, där minskat resande, självisolering och begränsade öppettider för restauranger och nöjesliv har bidragit till minskad smittspridning för flera sjukdomar. Smittspridningen av hiv påverkades också av den minskade migrationen och resandet. Ändå har majoriteten av de som infekterats smittats utomlands i länder med hög hiv-smitta så som Thailand, Nigeria och Kenya. Denna minskning kan jämföras med den som skedde mellan åren 2018 och 2019 där minskningen var ungefär 6,7 procent.
År 2022 fanns det ungefär 8 000 personer i Sverige som levde med hiv, varav dryga hälften var över 50 år gamla. Det är alltså den första generationen, som var ungdomar när hiv-epidemin pågick, som främst var de som levde med viruset. Mot hiv fanns inget botemedel, men ungefär 90 procent av de personer som var över 50 år och levde med hiv hade en virusnivå i blodet som var nära noll.

## Behandling i Sverige
Ända sedan 1996 har man i Sverige använt sig av en effektiv kombinationsbehandling av flera olika antiretrovirala läkemedel (ART). Med ART-behandlingar kan man få ner virusmängden i blodplasma till icke-mätbara nivåer. Det innebär att virusmängden är lägre än 50 eller 20 viruskopior/ml blod beroende på vilken testmetod som har använts. En välbehandlad hiv har ingen risk för överföring av smittan vid sexuella kontakter även utan kondom. Behandlande läkare skulle avgöra vilka förhållningsregler och skyldighet att informera som gäller för en smittad när denne hade sexuella kontakter. All hiv-testning och behandling är gratis i Sverige.

## Lagar och regler i Sverige
Hiv är en av de sjukdomar som klassas som allmänfarlig sjukdom enligt smittskyddslagen. Det innebär att smittskyddslagens tvångsbestämmelser kan tillämpas på personer som exempelvis misstänks ha en hiv-infektion men som vägrar gå med på provtagning. Det finns även en skyldighet för en person som är smittad eller misstänkt för att ha blivit smittad av hiv att medverka vid en eventuell smittspårning för att minska spridningen.
Före 2012 fick en man som haft sex med en annan man aldrig bli blodgivare. Därefter ändrades detta till en karantän på 12 månader, en regel som kvarstod till våren 2021. Därefter lättades regeln upp ytterligare och karantänen för män som har sex med män måste ha avstått från sex med män i ett halvår för att få lämna blod. Denna regel är en kvarstående rest från hiv-bekämpningen under 1980-talet.

## Hiv-organisationer i Sverige

### Hiv-Sverige

Hiv-Sverige logotyp

Hiv-Sverige är en ideell, partipolitisk och religiös obunden organisation som skapades 1990. De arbetar utifrån de mänskliga rättigheterna för att stödja alla personer som lever med eller berörs av hiv på något sätt. Tillsammans med organisationer, aktivister och intressenter arbetar de för att främst med påverkans- och opinionsarbete, samt information och rådgivning för människor med hiv.
Röda bandet som är logotypen för Hiv-Sverige är den internationella symbolen för kampen mot hiv och aids. Det var 1991 då organisationen Visual AIDS i New York fick idén om en symbol som skulle stå för solidaritet och tolerans med hiv-smittade och aids-sjuka, som ofta blev diskriminerade. Bandet var inspirerat av "Yellow Ribbon" som introducerades för att stödja och visa solidaritet med soldaterna som slogs i Gulfkriget.

### Riksförbundet Noaks Ark
Riksförbundet Noaks Ark är en organisation som samlar ett nätverk av regionalt verksamma föreningar i Sverige som kan erbjuda personer med hiv stöd och aktiviteter i flera olika former. Riksförbundet arbetar på en nationell skala genom att erbjuda telefonrådgivning, bevakning av forskning, rikstäckande kommunikations- och utbildningsinsatser, mediekommunikation och påverkansarbete. Noaks ark vision för framtiden är att alla människor ska ha goda kunskaper om hiv och att spridningen ska minska. Det ska inte längre upplevas som skamligt att ha blivit smittad av hiv utan de ska bemötas med respekt istället för rädsla.